# Phantoms
För andra betydelser, se Phantom.
Phantoms är en amerikansk skräckfilm från 1998 med Ben Affleck och Peter O'Toole, baserad på en bok med samma namn av Dean Koontz.
De två systrarna Lisa och Jennifer kommer till den lilla staden Snowfield i den amerikanska delstaten Colorado. Istället för den idylliska semestern de förväntat sig upptäcker de snart att de har hamnat i helvetet. Stadens gator ligger helt tomma. Förutom några få döda invånare som ligger i sina hus är resten till synes spårlöst försvunna. Snart får de följe av några få överlevande, stadens sheriff och hans två mannar. Tillsammans får de reda på att det är onda demoner som ligger bakom allt i sitt försök att utrota mänskligheten. Den lilla gruppen överlevande måste tillsammans kämpa för att undkomma demonerna.

## Rollista (i urval)
- Ben Affleck - Sheriff Bryce Hammond
- Peter O'Toole - Dr. Timothy Flyte
- Rose McGowan - Lisa Pailey
- Joanna Going - Jennifer Pailey
- Liev Schreiber - Deputy Stuart 'Stu' Wargle